# Kalikokrebs
Der Kalikokrebs (Faxonius immunis, Syn.: Orconectes immunis) ist ein aus Nordamerika stammender Flusskrebs.

## Beschreibung

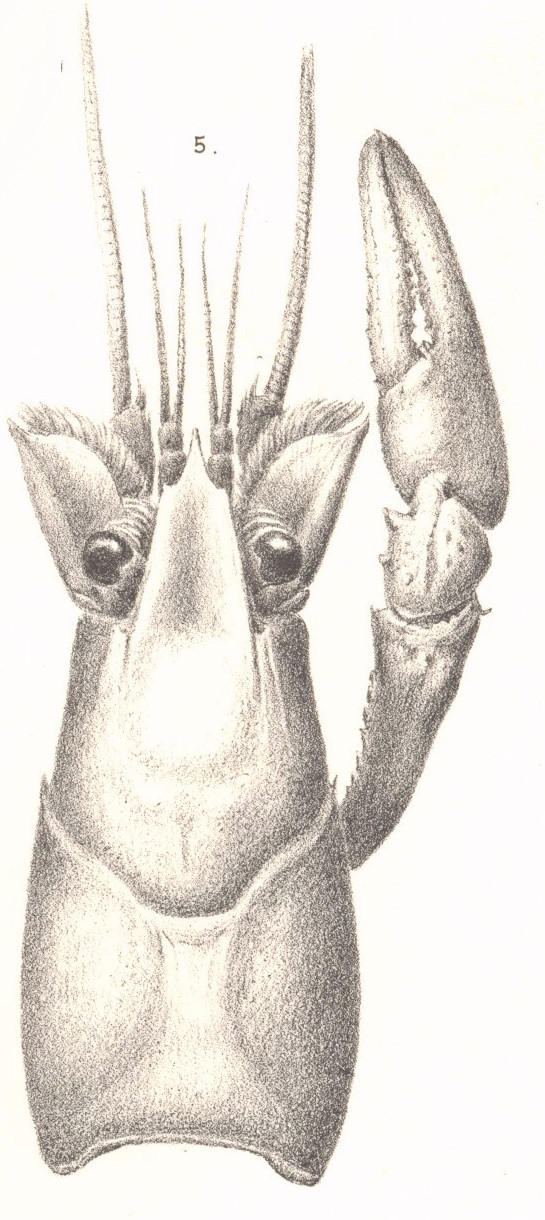
Männliche Form II
(Walter Faxon, 1885)

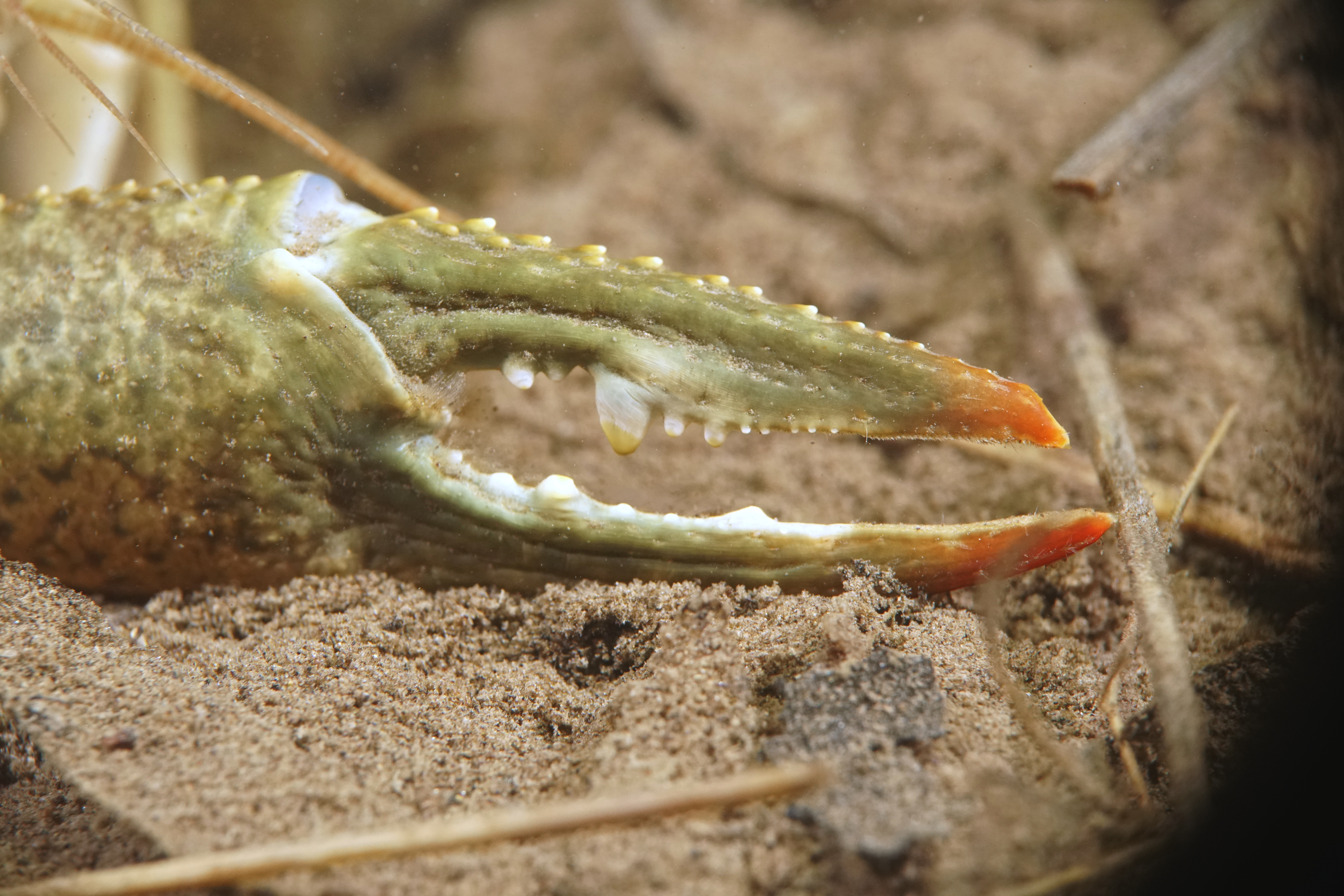
Schere des Kalikokrebs mit roter Spitze, „Dorn“ am beweglichen Scherenfinger und Haaren am Ansatz des beweglichen Scherenfinger

Der Kalikokrebs besitzt einige Ähnlichkeiten mit dem – ebenfalls für Europa invasiven – Kamberkrebs. Beide Arten sind etwa gleich groß, Kalikokrebse erreichen meist etwa neun Zentimeter Körperlänge, sehr selten etwas mehr. Allerdings ist der Kalikokrebs gegenüber gleich großen Kamberkrebsen dominant. Charakteristisch für Kalikokrebse sind Haarbüschel auf der Innenseite des Scherengelenkes der großen Scheren und am ersten Laufbeinpaar. Der bewegliche Scherenfinger trägt einen Dorn mit einer Einkerbung. Er besitzt ein Paar Augenleisten. Die Rückenfurchen auf dem Carapax laufen eng zusammen, berühren sich aber nicht. Hinter den Nackenfurchen sitzt mindestens ein Dorn. Die Färbung ist meist beige-braun, selten auch blau oder rosa. Die Unterseite ist heller als der Rücken. Marmorfärbungen kommen vor. Wie beim Kamberkrebs sind die Spitzen der Scheren orange-rote gefärbt, jedoch fehlt dem Kalikokrebs die dunkle Binde hinter dieser Zeichnung.

## Lebenszyklus
Der Kalikokrebs ist im Gegensatz zu den europäischen Flusskrebsen ein ausgeprägter r-Stratege, also mit hoher Reproduktionsrate (bis zu 500 Eier pro Weibchen) und weist einen für mitteleuropäische Verhältnisse extrem raschen Lebenszyklus auf: Die Eier werden nach der Paarung im Spätherbst gelegt und die Jungtiere schlüpfen ab April, manchmal auch schon im März des Folgejahres. Bereits nach drei bis vier Monaten können die Jungtiere selbst geschlechtsreif werden. Die Lebenserwartung beträgt dabei für Flusskrebse verhältnismäßig geringe drei Jahre.

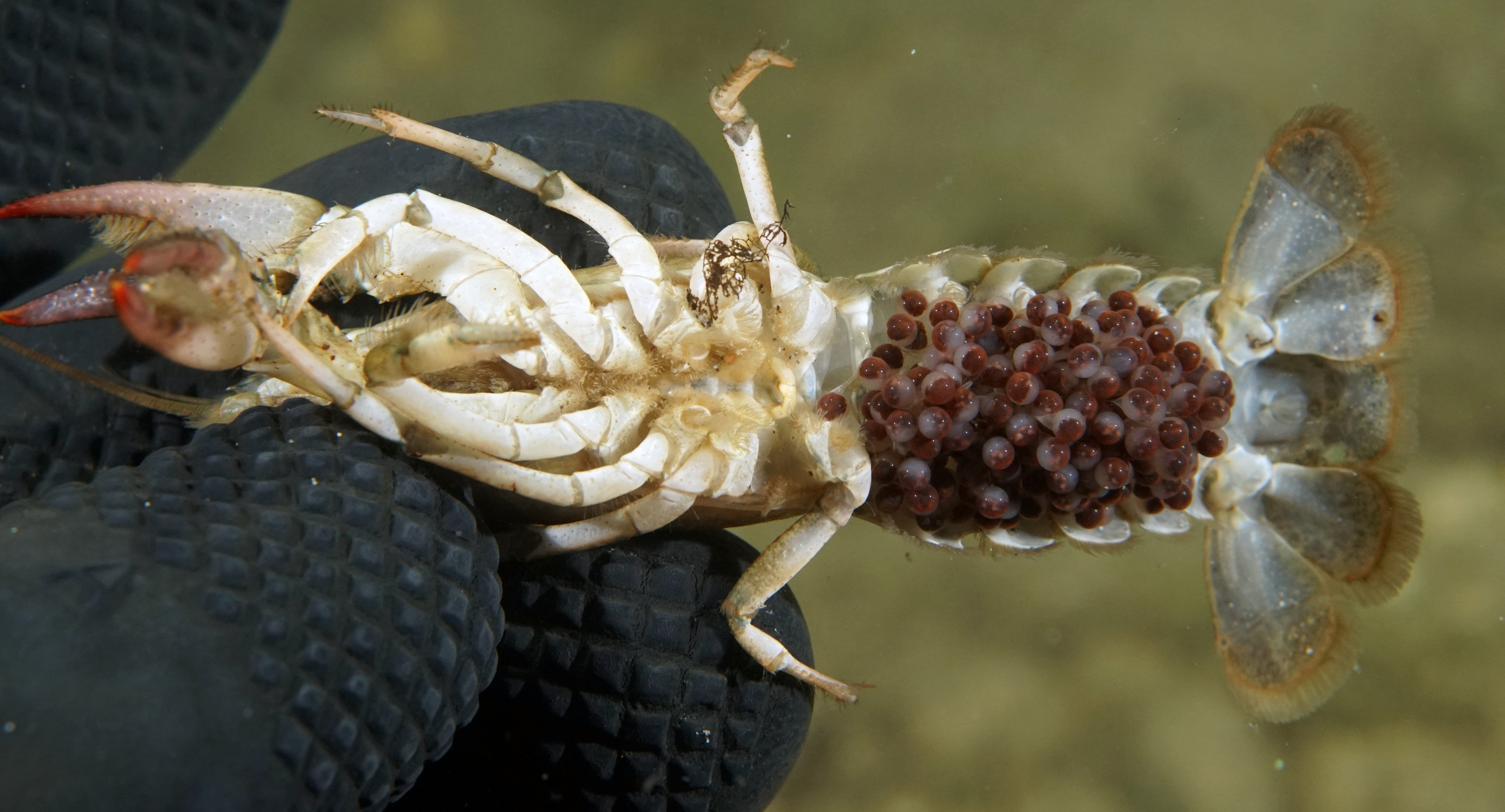
Weibchen des Kalikokrebses mit Eiern. Der Krebs ist bekannt für seine hohe Reproduktionsrate.

## Lebensweise
Kalikokrebse werden als „sehr zäh“ bezeichnet: Sie überleben Wassertemperaturen bis 30 ° Celsius, kommen dabei auch mit niedrigen Sauerstoffgehalten in den Gewässern zurecht; trocknen diese aus, können sie sich bis zu zwei Meter tief in die Erde eingraben und dort längere Zeit überdauern – damit, mit ihrem tiefen Höhlenbau sowie ihrer Existenz auch in flachen Gewässerbereichen sind sie allen (in Deutschland) heimischen Arten überlegen.

### Lebensraum, Verbreitung
Ursprünglich bewohnt der Kalikokrebs die Gewässer im Einzugsgebiet des Mississippis von Montana bis zur Mündung in den Golf von Mexiko. Eingeführt wurde er in die nordöstlichen Staaten der USA; in Europa wurde die Art zuerst 1993 in Südwestdeutschland entdeckt.

#### Deutschland
Außerhalb seines ursprünglichen Verbreitungsgebiets tritt die Art als Neozoon mittlerweile wohl infolge von Aquarienaussetzungen oder als vergessener oder hinterlassener Angelköder auch in der baden-württembergischen Rheinebene und in Rheinland-Pfalz auf und breitet sich sehr rasch aus. Dabei erreicht er oft sehr hohe Populationsdichten und verdrängt z. B. den Kamberkrebs aus seinen bevorzugten Habitaten. Durch Bewegung und Wanderung über Land dringt der Krebs auch in Teiche und Seen vor, die nicht direkt mit Gewässern des Rheinsystems verbunden sind; dabei kommen sie z. B. auf dem Landweg auf einer Wiese bis zu 30 m in einer Stunde voran.
In Deutschland wurde die invasive Art erstmals im Südwesten 1993 in Sinzheim-Schiftung entdeckt. Zeitweise kam sie auf etwa 100 Kilometern zwischen Mannheim und Achern im Rhein vor; inzwischen (2023) ist sie nach Norden bis Mainz, Düsseldorf und Wiesbaden vorgedrungen, sie lebt auch in Altarmen des Rheins, in benachbarten Kanälen und in Baggerseen. 2009 wurde ein Exemplar nordwestlich von Offenburg in Willstätt gefunden; bei Kehl existiert jenseits der Kinzig in einem Tümpel am Rhein ein isoliertes Vorkommen (2023); ausbreiten kann sie sich wohl im Zug menschlicher Verschleppung  mittlerweile auch aus einem Teich in Böblingen, und so gibt es auch Funde im Schwarzwald.

### Nahrung
Kalikokrebse fressen Insekten wie Libellen sowie Froschlaich bzw. Kaulquappen, darüber hinaus Algen, Insekten- sowie kleine Fischlarven und Wasserpflanzen, an Land auch Schnecken. Dabei sind sie geschickt, kleinere mobile Beuten zu fangen, um ihren im Vergleich zu heimischen Arten übergroßen Hunger zu stillen; bei Nahrungsmangel fressen sie auch Exemplare der eigenen Art (→ Kannibalismus).

## Ökologische Schäden
Aufgrund ihrer massenhaften Vermehrung sowie der qualitativ wie quantitativ sehr vielfältigen bzw. umfangreichen Nahrungsaufnahme wird die Art auch als „biologischer Staubsauger“ bezeichnet – in entsprechend befallenen Tümpeln „hinterlassen sie nach kurzer Zeit eine braune Brühe“ – in einem lediglich 40 Meter langen Tümpel wurden z. B. über 60.000 Kaliko-Krebse gefunden. Als Neozoon dringt die Art aufgrund ihrer Mobilität und Vermehrung in Bereiche vor, in denen sonst keine Krebse vorkommen und hat dort keine natürlichen Feinde; dabei leiden vor allem Amphibien und Libellen.
In Berg in der Pfalz (Hinweis: das Projekt befindet sich in Neuburg am Rhein, RLP, sowie im elsässischen Lauterbourg – jedoch nicht Berg) gefährden Kalikokrebse ein Wiederansiedlungsprojekt der am Rhein ausgestorbenen Sumpfschildkröten des Senckenberg-Forschungsinstituts, weil sie einen Teil der entsprechend wichtigen Lebensräume zerstören.

## Forschung
Seit 2017 erforschen Biologen an der PH Karlsruhe (darunter Andreas Stephan, Alexander Herrmann und Prof. Andreas Martens), ob bzw. wie man die Bestände des Kalikokrebses wieder reduzieren bzw. deren Ausbreitung eindämmen könnte, z. B. mittels mechanischer Barrieren. 2020 wurden Maßnahmen als erfolgreich beschrieben. Die von Andreas Martens und seinen Mitarbeitern gesammelten Kalikokrebse werden im Zoo Karlsruhe verfüttert.

## Politische Debatte
In den Jahren 2018 und 2019 gab es eine kleine Anfrage und einen Antrag der AfD, den Kalikokrebs in die „Liste invasiver gebietsfremder Arten von unionsweiter Bedeutung“ aufzunehmen. Der NABU hingegen zitiert Robin Wegner vom Kalikoteam der Universität Karlsruhe mit der Aussage: „Langfristig müssen wir den Kalikokrebs als neuen Mitbewohner akzeptieren lernen.“ Außer dem Kalikokrebs befinden sich bereits alle derzeit in Deutschland etablierten gebietsfremden Flusskrebse auf der sogenannten Unionsliste.